# Síndrome de Wolf-Hirschhorn
El síndrome de Wolf-Hirschhorn (WHS, por sus siglas en inglés), también conocida como síndrome de deleción monocromosómica Dillan 4p, síndrome de Pitt-Rogers-Danks (PRDS) o síndrome de Pitt, es una rara enfermedad genética causada por la microdeleción distal del brazo corto del cromosoma 4. Este síndrome fue descrito por primera vez en 1961 por los estadounidenses Herbert L. Cooper y Kurt Hirschhorn, y posteriormente ganó la atención de todo el mundo por las publicaciones del alemán Ulrich Wolf, y Hirschhorn y sus compañeros de trabajo, en particular sus artículos en la revista científica alemana "Humangenetik”. Se trata de un fenotipo característico como consecuencia de una deleción parcial del material cromosómico del brazo corto del cromosoma 4 (del.4p16.3).

## Signos y características
Las anomalías más comunes incluyen:  
- Características faciales distintivas
- Gran retraso mental
- Retraso del crecimiento[5]
- Convulsiones

Las características faciales incluyen:
- Microcefalia
- Puente nasal ancho y plano
- Frente alta (junto con el puente nasal, se describe como apariencia de "casco de guerrero griego")
- Glabela prominente
- Ojos grandes, protuberantes y más separados de lo habitual
- Pliegue epicántico
- Cejas muy arqueadas
- Surco nasolabial corto (acortamiento entre la distancia entre la nariz y el labio superior)
- Micrognatia (mandíbula demasiado corta y mentón pequeño)
- Boca formando una parábola hacia abajo (en inglés: "down-turned mouth")
- Orejas malformadas, con orificio pequeño y tapadera de piel (en inglés: "flap of skin" o "ear tag")
- Asimetría facial

Los rasgos faciales pueden además incluir labio leporino, paladar hendido, estrabismo e hipertelorismo.
La mayoría de los individuos afectados por WHS presentan retraso en el crecimiento y retraso mental en diferente grado. El crecimiento lento comienza tras el nacimiento y los niños afectados tienden a tener problemas para la alimentación y en la ganancia de peso (fallo en el crecimiento). También tienen problemas de hipotonía (tono muscular débil) y músculos subdesarrollados. Las habilidades motoras, tales como sentarse, levantarse y andar se ven significativamente retrasadas. La mayoría de afectados suelen tener una corta estatura.
Otras características adicionales y/o consecuencias del WHS pueden ser:
- Cambios en la piel: piel seca o moteada
- Anormalidades esqueléticas: entre las más comunes encontramos la curvatura anormal de la columna vertebral (escoliosis o cifosis)
- Problemas dentales: es común la falta de ciertos dientes o las fusiones dentarias
- Defectos cardiacos congénitos
- Pérdida de la audición
- Anomalías genitourinarias: hipospadias, fallos renales...
- Deficiencias inmunológicas: son comunes la inmunodeficiencia variable común y deficiencia de inmunoglubulina A (IgA)
- Anormalidades estructurales en el cerebro

## Prevalencia
La prevalencia del WHS se estima en 1 de cada 50000 nacimientos. Sin embargo, esta puede ser estimación por debajo de la prevalencia real, debido a diagnósticos incorrectos y a casos en los que no se lleve a cabo el diagnóstico de los individuos afectados.
Por razones desconocidas, el WHS ocurre con una proporción mujer:varón de 2:1.

## Genética
La región crítica para la determinación del fenotipo se encuentra en el 4p16.3. La severidad de los síntomas y la expresión del fenotipo difiere de diferente manera, siendo en la mayoría de los casos directamente proporcional con respecto a la cantidad de material genético delecionado. No obstante, algunos investigadores han descrito a personas afectadas con WHS mostrando las características propias de este y una gran discapacidad intelectual con una deleción submicroscópica detectable únicamente por FISH, mientras que también han descrito individuos con discapacidad intelectual de media a moderada pero sin las malformaciones típicas que presentaban grandes deleciones detectables por análisis citogenético. Por lo tanto, algunos investigadores describen la correlación genotipo-fenotipo como parcial y otros como total.

### Origen y causas
El WHS está causado por una deleción parcial del brazo corto del cromosoma 4, más concretamente la región 4p16.3. Del 50 al 60% de los casos representan una deleción de novo pura (es decir, sin pérdida o ganancia de material genético de otro cromosoma), mientras que aproximadamente del 40% al 45% son heredados por una translocación cromosómica desequilibrada. Este tipo de translocación puede ser de novo o heredada de alguno de los progenitores si tuviesen una translocación equilibrada. En los casos originados de novo, el 80% son derivados del cromosoma paterno. Con respecto a los casos de translocación familiar heredada, hay una proporción de 2:1 de riesgo de herencia materna (la herencia por translocación cromosómica paterna es la mitad de frecuente que la materna). Por otro lado, solo un pequeñísimo porcentaje de los casos se produce por reorganizaciones cromosómicas más complejas, como el anillo del cromosoma 4, una anomalía inusual que ocurre cuando el cromosoma se rompe en dos partes y los extremos del cromosoma se fusionan formando una estructura circular, conllevando en el proceso la pérdida de las regiones de los extremos.

#### Riesgo para los familiares
El riesgo que tienen los familiares de presentar este síndrome depende mucho del origen de la deleción.
- Progenitores del probando. No estarán afectados, pero siempre se recomienda un análisis parental para detectar reorganizaciones cromosómicas equilibradas que afecten a la región 4p16.3. Si este es el caso, se pueden realizar pruebas de diagnóstico prenatal, si se producen embarazos, para discernir si el bebé puede estar afectado por el síndrome o no, y tomar decisiones al respecto teniendo siempre en cuenta que existe una figura llamada consejero genético que va a ofrecer una opinión experta sobre el caso concreto.[6]
- Hermanos/as del probando. Depende del estatus genético de los progenitores. Si la deleción fue de novo, el riesgo es despreciable; si uno de los progenitores es portador de una translocación equilibrada, el riesgo de que los/las hermanos/as sean monosomías de 4p o trisomías de 4p se incrementa; y hermanos/as asintomáticos/as pueden presentar una translocación equilibrada que les produzca problemas reproductivos.
- Descendientes del probando. No se han registrado casos de individuos con WHS que hayan tenido descendencia.
- Otros miembros de la familia del probando. Si alguno de los progenitores tiene una translocación equilibrada, los miembros de su familia también tienen el riesgo de ser portadores de ese tipo de translocación.

### Genes implicados
La región delecionada por este síndrome suele estar en el extremo del cromosoma 4, y suele afectar particularmente a los genes WHSC1-WHSC2, LETM1 y MSX1 (este último gen se sitúa fuera de la región crítica, pero suele desaparecer cuando se produce la deleción que causa esta enfermedad). Estos genes juegan un papel fundamental en el desarrollo temprano, aunque muchas de sus funciones específicas son aún desconocidas. Los fallos producidos por la pérdida de estos genes son:
- WHSC1: siglas de "Wolf-Hirschhorn syndrome candidate 1" y también conocido como MMSET, se asocia con muchas de las características faciales y el retraso del desarrollo. Este gen codifica para tres proteínas (MMSET I, MMSET II y RE-IIBP) que se encuentran activas antes y después del nacimiento en muchas células y tejidos del organismo. Se cree que MMSET II y RE-IBP funcionan como reguladoras de la actividad de otros genes, principalmente como histona metiltransferasas, pero no se conocen cuáles son los genes diana.
- LETM1: siglas de "Leucine zipper-EF-hand containing transmembrane protein 1", parece estar asociado con las convulsiones y otras anomalías de la actividad eléctrica del cerebro. La función de este gen no está totalmente clara. La proteína que codifica se activa en la mitocondria, donde puede estar implicada en el transporte de iones de calcio a través de las membranas mitocondriales y en la determinación de la forma y el volumen de las mitocondrias. No se conoce la relación entre los defectos mitocondriales que provoca la falta de este gen y la aparición de actividad cerebral anormal.
- MSX1: siglas de "msh homeobox 1", es responsable de las anormalidades dentales, el labio leporino y el paladar hendido. Este gen actúa en el desarrollo temprano, controlando la formación de muchas estructuras corporales. Especialmente, su función es crítica para el normal desarrollo de los dientes y otras estructuras bucales. También parece ser importante para las uñas de manos y pies.

### Diagnóstico
El diagnóstico de WHS se establece mediante el hallazgo de una deleción heterozigótica de la región crítica del síndrome de Wolf-Hirschhorn (WHSCR) en el cromosoma 4p16.3 mediante microarray cromosómico (CMA), análisis citogenético convencional con bandas G o hibridación in situ por fluorescencia (FISH). Como ya se comentó antes, se ofrecen tests genéticos y consejo genético a las familias afectadas.

#### Diasnóstico diferencial
- Deleción proximal en 4p. Se han descrito deleciones intersticiales en regiones desde 4p12 hasta 4p16, zonas próximas al WHS pero no están asociadas con este.[6]
- Fenotipo WHS. El fenotipo clínico y las características faciales relacionadas con el WHS pueden ser confundidas con otros síndromes conduciendo a un mal diagnóstico. Estos síndromes son: síndrome de Seckel, síndrome de CHARGE, síndrome de Smith-Lemli-Opitz, síndrome de Opitz G/BBB, síndrome de Malpuech, síndrome de Lowry-MacLean, síndrome de Williams, síndrome de Classic Rett, síndrome de Angelman y síndrome de Smith-Magenis.[6]

## Vigilancia
La vigilancia o seguimiento sistemático permite ajustar los procesos de rehabilitación y los tratamientos a medida que las habilidades mejoran o empeoran, alterando así las necesidades médicas de la persona afectada.
- Conteo sanguíneo completo para detectar disfunciones hematopoyéticas.
- Análisis anual de la función renal, incluyendo nitrógeno ureico sérico (NUS), creatinina, y cistatina C; urianálisis; y análisis de aclaramiento de creatinina.
- Considerar ultrasonografías rutinarias del hígado para evaluar posibles adenomas hepáticos.